# Chrystyna Sołowij
Chrystyna Iwaniwna Sołowij (ukr. Христина Іванівна Соловій, ur. 17 stycznia 1993 w Drohobyczu w obwodzie lwowskim) – ukraińska piosenkarka pochodzenia łemkowskiego, półfinalistka ukraińskiej edycji programu The Voice.

## Życiorys
Chrystyna urodziła się 17 stycznia 1993 roku w Drohobyczu na Ukrainie w rodzinie dyrygentów chóralnych, którzy poznali się w Lwowskim Konserwatorium im. Mykoły Łysenki. Matka uczy chóru w starszych klasach drohobyckiej szkoły muzycznej. W wieku 11 lat dowiedziała się, że ma na łemkowskie korzenie, co, jak twierdzi, ukształtowało jej zainteresowania i gust muzyczny. Ukończyła szkołę muzyczną w klasie fortepianu. Później przeniosła się z rodziną do Lwowa, gdzie trzy lata śpiewała w chórze „Łemkowyna”. Podług jej słów, Chrystynie było obojętne, że przedział wiekowy chórzystów wynosił 50–80 lat, podczas gdy ona sama miała 17, zaś sam udział w zespole bardzo wpłynął na rozwój jej osobowości. Jest absolwentką wydziału filologicznego Uniwersytetu Lwowskiego im. Iwana Franki.

### Debiut w telewizji i kariera muzyczna
W telewizyjnym konkursie śpiewu „Hołos krajiny” (Głos kraju) Sołowij udało się dotrzeć do półfinału. Występ w programie zapoczątkował współpracę piosenkarki z producentem Swiatosławem Wakarczukiem. 22 września 2015 roku na festiwalu GogolFest miała miejsce premiera debiutanckiego albumu Chrystyny „Żywa woda”, którego podstawą stały się pieśni ludowe, a także dwie kompozycje autorskie piosenkarki. Dziewięć piosenek z płyty to łemkowskie piosenki oraz jedna ukraińska pieśn ludowa w obróbce Swiatosława Wakarczuka.

## Dyskografia

### Studyjne albumy
- 2015 – Żywa woda (ukr. Жива вода)
- 2018 – Lubyj druh (ukr. Любий друг)

### Single
- 2016 – Chto, jak ne ty? (ukr. Хто, як не ти?, tł. Kto, jak nie ty?)
- 2017 – Fortepiano (ukr. Фортеп’яно)
- 2018 – Szkidływa zwyczka (ukr. Шкідлива звичка)
- 2019 – Chołodno (ukr. Холодно)

## Wideoklipy
| Rok  | Tytuł piosenki                                               | Reżyseria         | Album      |
| ---- | ------------------------------------------------------------ | ----------------- | ---------- |
| 2015 | Pod obłaczkom (ukr. Под облачком, tł. Pod obłoczkiem)        | Jana Ałtuchowa    | Żywa woda  |
| 2015 | Trymaj (ukr. Тримай, tł. Trzymaj)                            | Maksym Ksionda    | Żywa woda  |
| 2016 | Chto, jak ne ty? (ukr. Хто, як не ти?, tł. Kto, jak nie ty?) | Andrij Bojar      | Lubyj druh |
| 2017 | Fortepiano (ukr. Фортеп’яно)                                 | Anna Buriaczkowa  | Lubyj druh |
| 2018 | Szkidływa zwyczka (ukr. Шкідлива звичка)                     |                   | Lubyj druh |
| 2019 | Steżeczka (ukr. Стежечка)                                    | Ołeksij Szapariew | Lubyj druh |
| 2022 | Ja twoja zbroja (ukr. Я твоя зброя, tł. Jestem twoją bronią) | Jurij Katynski    |            |